# 谷口克広
- 谷口克広
- 谷口克廣

谷口 克広（たにぐち かつひろ、1943年4月10日 - 2021年11月24日）は、日本の歴史家・戦国史研究家。専門は戦国史。織田信長についての研究・著作を多数発表し、「信長研究の大家」「信長研究の第一人者」と評される。

## 略歴
1943年（昭和18年）4月10日、北海道室蘭市生まれ。北海道室蘭清水丘高等学校を経て、1966年（昭和41年）横浜国立大学教育学部卒業。
東京都内の中学校教員（浜川中学校、港南中学校教諭など）や横浜市役所職員として勤務しながら、在野の研究者として歴史研究と執筆活動を行った。
岐阜市信長資料集編集委員会委員を務めていた。
2021年11月24日、室蘭市内の病院で誤嚥性肺炎により死去した。満78歳。

### 業績
主として信長とその周辺について多数の著書がある。特に『織田信長家臣人名辞典』は、他に類書がなく信頼性も高いことから、奥野高廣・岩沢愿彦校注『信長公記』(角川文庫)や奥野高廣著『織田信長文書の研究』と並び、信長の研究における必携の文献の一つとなっている。谷口の一連の著作は、良質な史料にこだわり、また文章が読みやすかった点が評価されていた。

## 著書

### 学術論文
- 「『御長』なる人物について」『日本歴史』316号、1974年。
- 「太田牛一著『信長記』の信憑性についてー日付の考証を中心としてー」『日本歴史』389号、1980年。
- 「織田信忠軍団の形成と発展」『日本歴史』419号、1983年。
- 「安藤伊賀守守就と平左衛門尉定治」『日本歴史』446号、1985年。
- 「元亀年間における信長の近江支配体制についてー織田宿将の分封支配をめぐってー」『日本歴史』471号、1987年。
- 「織田信長文書の年次について―奧野高広氏著『織田信長文書の研究』所収文書の年代比定再考ー」『日本歴史』529号、1992年。
- 「本能寺の変をめぐる最近の研究動向」『歴史評論』632号、2002年。

### 単著
- 『殿様と家臣：信長に仕えた男たちの幸運と不運』 （イースト・プレス、1995年）
- 『織田信長家臣人名辞典』（監修:高木昭作、吉川弘文館、1995年）
  - 第2版、2010年。
- 『秀吉戦記：天下取りの軌跡』 （集英社、1996年／学研M文庫、2001年）
- 『信長の親衛隊：戦国覇者の多彩な人材』（中公新書、1998年）
- 『信長・秀吉と家臣たち：歴史に学ぶ』（日本放送出版協会、2000年）
- 『目からウロコの戦国時代：史料から読み解く、武将たちの本当の舞台裏』（PHP研究所、2000年）
- 『織田信長合戦全録：桶狭間から本能寺まで』（中公新書、2002年）
- 『目からウロコの戦国時代：史料から読み解く、武将たちの真相』（PHP文庫、2003年）
- 『信長軍の司令官：部将たちの出世競争』（中公新書、2005年）
- 『信長の天下布武への道』（吉川弘文館（戦争の日本史13）、2006年）
- 『検証本能寺の変』（吉川弘文館、2007年）
- 『信長と消えた家臣たち：失脚・粛清・謀反』（中公新書、2007年）
- 『尾張・織田一族』（新人物往来社、2008年）
- 『信長の天下所司代：筆頭吏僚村井貞勝』（中公新書、2009年）
- 『信長・秀吉と家臣たち』（学研新書、2011年）
- 『信長と家康：清洲同盟の実体』（学研新書、2012年）
  - 『信長と家康の軍事同盟 : 利害と戦略の二十一年』（吉川弘文館（読みなおす日本史）、2019年12月）ISBN 9784642071116 - 【改題】「補論」追加、出版社変更、単行本で再刊
- 『信長の政略：信長は中世をどこまで破壊したか』（学研パブリッシング、2013年）
- 『信長と将軍義昭 : 連携から追放、包囲網へ』（中公新書、2014年8月）ISBN 9784121022783
- 『織田信長の外交』（祥伝社新書、2015年11月）ISBN 9784396114428
- 『天下人の父・織田信秀 : 信長は何を学び、受け継いだのか』（祥伝社新書、2017年4月）ISBN 9784396115012

### 共編書
- 『織田信長軍団100人の武将』岡田正人との共著（新人物往来社、2009年）
- 『信長関係文献目録』信長資料集編集委員会, 岐阜市歴史博物館編（責任編集）岐阜市歴史博物館 2011

### 監修
- 『信長聖地巡礼手帖 : 織田信長ゆかりの地を訪ねるためのスペシャル・ガイド！』（世界文化社、2020年4月）ISBN 9784418202058
- 『織田信長戦国武将大事典』（講談社（講談社ポケット百科）、2020年12月）ISBN 9784065221501

### DVD
- 『謀反なり！明智光秀』（GPミュージアムソフト（戦国武将シリーズ）、2011年） - 解説で出演